# Sergio Olguín
Œuvres principales
- Une équipe de rêve
- La Fragilité des corps

Sergio Santiago Olguín, né le 29 janvier 1967 à Buenos Aires, est un journaliste, critique littéraire et écrivain argentin.

## Œuvres
- (es) Las griegas, 1998
- (es) La selección argentina, 2000
- (es) Lanús, 2002
- (es) Filo, 2003
- Une équipe de rêve, Métailié, 2006 ((es) El equipo de los sueños, 2004), trad. Laura Ciezar et Anne-Marie Rumeau, 188 p.  (ISBN 2-02-085231-4)
- (es) Springfield, 2007
- (es) Oscura monótona sangre, 2010[1]
- (es) Cómo cocinar un plato volador, 2011
- La Fragilité des corps, Actes sud, coll. « Actes noirs », 2015 ((es) La fragilidad de los cuerpos, 2012), trad. Amandine Py, 400 p.  (ISBN 978-2-330-05611-7)
- (es) Las extranjeras, 2014